# Памятник Франциску Скорине (Полоцк)
Памятник Франциску Скорине (бел. Помнік Францыску Скарыну) — первый в мире монумент Франциску Скорине, возведённый в 1974 году в городе Полоцке Витебской области Беларуси на площади Ф. Скорины. Создателями памятника выступили А. Заспицкий, А. Глебов, И. Глебов. Памятник Франциску Скорине в Полоцке включён в Государственный список историко-культурных ценностей Республики Беларусь.

## Описание
Скульптура гармонирует с ближайшими постройками и является окончанием улицы Гоголя, которая плавно идёт от железнодорожного вокзала до исторического центра города. Высота бронзовой фигуры — 5,5 м, а скульптуры с постаментом — 12 м. Скульптурная композиция изображает книгопечатника в полный рост. Одной рукой Скорина задумчиво подпирает подбородок, другой — держит книгу. На гранитном постаменте надпись на белорусском языке — «ФРАНЦЫСК СКАРЫНА».

## История
Полоцк — место рождения Франциска Скорины. Имя просветителя в послесловии его изданий обязательно сопровождает «с Полацька», «из славного града Полоцька», «с Полоцка града», «из града Полоцька».
Памятник Франциску Скорине в Полоцке планировалось поставить ещё в 1925 году в рамках празднования в БССР 400-летия белорусского книгопечатания. Место для памятника было выбрано на Замковой горе на берегу Западной Двины. Памятник планировалось сделать из бронзы и установить на двух гранитных камнях весной 1926 года. Разработка художественной стороны памятника возлагалась на работников Витебского художественного техникума. Однако работы по подготовке памятника затянулись, и в итоге он так и не был поставлен.
В 1967 году белорусский советский скульптор Алексей Глебов создал модель памятника Скорине для Полоцка. Отлить из бронзы скульптуру он не успел, это сделали за него его ученики — скульпторы Игорь Глебов и Андрей Заспицкий.
В 1976 году за памятник Франциску Скорине в Полоцке А. Глебову посмертно была присуждена Государственная премия БССР.
Постановлением Совета Министров Республики Беларусь от 14 мая 2007 года памятник внесён в Государственный список историко-культурных ценностей Республики Беларусь как историко-культурная ценность республиканского значения.